# Kataejar Jibas
 (février 2018).
Kataejar Jibas (né le 28 octobre 1952 et mort le 2 octobre 2008) est un homme politique marshallais qui a été maire de l'atoll de Bikini de novembre 2007 à 2008.

## Biographie
Jibas a longtemps collaboré avec le conseil de gouvernement local de Kili-Bikini-Ejit. Il a travaillé comme policier marshallais dans les années 1970. Il est ensuite devenu conseiller municipal et trésorier adjoint à partir du début des années 1980. Il est resté conseiller et trésorier jusqu'à son élection au poste de maire de l'atoll de Bikini en novembre 2007. Il reste maire jusqu'à sa mort en octobre 2008.
Jibas a subi de graves blessures dans un accident de voiture qui a eu lieu à Majuro, le 17 septembre 2008. Il a été transporté par avion aux Philippines pour y recevoir des soins médicaux d'urgence.
Il meurt de ses blessures à environ 3h30, heure locale, le 2 octobre 2008, aux Philippines, à l'âge de 55 ans. Sa femme, Dorothy, ses neuf enfants et plusieurs petits-enfants lui ont survécu.